# La Valdivia
La Valdivia es una comarca natural de la provincia española de Palencia, en la comunidad autónoma de Castilla y León.
Engloba una pequeña porción de la cuenca alta del río Pisuerga, en el piedemonte de la cordillera Cantábrica, y puede ser considerada como una extensión del Campoo hacia tierras palentinas.  Su capital histórica y funcional es la villa de Aguilar de Campoo.
La comarca, enclavada entre la Montaña Palentina y La Lora burgalesa, está actualmente formada por apenas tres municipios:
- Aguilar de Campoo
- Barruelo de Santullán
- Pomar de Valdivia

En conjunto, estos municipios ocupan un área de 370 km², con una población de 9.213 habitantes (INE, 2010);  la villa de Aguilar de Campoo, con 6.450 habitantes en el centro urbano, concentra cerca del 70% de la población comarcal.
En términos funcionales, se le pueden agregar los municipios de Brañosera, en la montaña oriental palentina, y de Berzosilla, en el valle del Ebro, así como La Zalima, una pequeña porción del territorio de Salinas de Pisuerga.
Históricamente ha sido una comarca de paso entre la meseta castellana y el Cantábrico. Hoy en día, la Valdivia está atravesada por la carretera N-611 y la autovía A-67 Cantabria-Meseta, y por la línea de ferrocarril de Palencia a Santander.  
Aguilar fue la primera villa de realengo del reino de Castilla (obtuvo su Fuero Real en 1255) y sede de una merindad. En tiempo de los Reyes Católicos fue instituido el Marquesado de Aguilar de Campoo a favor de Garci Fernández IV Manrique de Lara, título que aún ostentan sus descendientes.
Aguilar de Campoo desarrolló desde muy temprano una importante actividad industrial (harina, galletas), basada en la producción local de cereales, para el abastecimiento de los puertos cantábricos. 
El actual peso demográfico de la villa de Aguilar y la pequeña población comarcal resultan algo engañosos.  En el pasado, la Valdivia tuvo una importante población rural, como lo demuestra claramente el gran número de municipios constitucionales que tenía a mediados del siglo XIX, y que han sido progresivamente extintos:
- Barrio de San Pedro (agregado a Aguilar de Campoo)
- Barrio de Santa María (agregado a Aguilar de Campoo)
- Báscones de Valdivia (agregado a Pomar de Valdivia)
- Bustillo de Santullán (agregado a Barruelo de Santullán)
- Cabria (agregado a Aguilar de Campoo)
- Canduela (agregado a Aguilar de Campoo)
- Cenera de Zalima (agregado a Aguilar de Campoo)
- Cezura (agregado a Pomar de Valdivia)
- Cillamayor (agregado a Barruelo de Santullán)
- Cordovilla (agregado a Aguilar de Campoo)
- Corvio (agregado a Aguilar de Campoo)
- Foldada (agregado a Aguilar de Campoo)
- Frontada (agregado a Aguilar de Campoo)
- Helecha de Valdivia (agregado a Pomar de Valdivia)
- Lastrilla (agregado a Pomar de Valdivia)
- Lomilla (agregado a Aguilar de Campoo)
- Matalbaniega (agregado a Aguilar de Campoo)
- Matabuena (agregado a Barruelo de Santullán)
- Matamorisca (agregado a Aguilar de Campoo)
- Mave (agregado a Aguilar de Campoo)
- Menaza (agregado a Aguilar de Campoo)
- Nava de Santullán (agregado a Barruelo de Santullán)
- Nestar (agregado a Aguilar de Campoo)
- Olleros de Pisuerga (agregado a Aguilar de Campoo)
- Porquera de los Infantes (agregado a Pomar de Valdivia)
- Porquera de Santullán (agregado a Barruelo de Santullán)
- Pozancos (agregado a Aguilar de Campoo)
- Quintanas de Hormiguera (agregado a Aguilar de Campoo)
- Quintanilla de Corvio (agregado a Aguilar de Campoo)
- Quintanilla de la Berzosa (agregado a Aguilar de Campoo)
- Quintanilla de las Torres (agregado a Pomar de Valdivia)
- Rebolledo de la Inera (agregado a Pomar de Valdivia
- Renedo de Zalima (agregado a Salinas de Pisuerga)
- Respenda de Aguilar (agregado a Pomar de Valdivia)
- Revilla de Pomar (agregado a Pomar de Valdivia)
- Revilla de Santullán (agregado a Barruelo de Santullán)
- Salcedillo (agregado a Brañosera)
- San Mamés de Zalima (agregado a Salinas de Pisuerga)
- Santa María de Mave (agregado a Aguilar de Campoo)
- Valberzoso (agregado a Brañosera)
- Valdegama (agregado a Aguilar de Campoo)
- Vallespinoso de Aguilar (agregado a Aguilar de Campoo)
- Valoria de Aguilar (agregado a Aguilar de Campoo)
- Verbios (agregado a Barruelo de Santullán)
- Villabellaco (agregado a Barruelo de Santullán)
- Villaescusa de las Torres (agregado a Pomar de Valdivia)
- Villallano (agregado a Pomar de Valdivia)
- Villanueva de Henares (agregado a Aguilar de Campoo)
- Villanueva del Río (agregado a Aguilar de Campoo)
- Villarén de Valdivia (agregado a Pomar de Valdivia)
- Villavega de Aguilar (agregado a Aguilar de Campoo)

La enmigración y el éxodo rural, que la concentración municipal acabó por acentuar, han llevado al completo despoblamiento de varios pueblos, como Grijera o Respenda de Aguilar, y a una población residual en muchos otros.  Por su parte, el pantano de Aguilar hizo que los pueblos de Cenera de Zalima, Frontada, Quintanilla de la Berzosa y Villanueva del Río desaparecieran bajo las aguas.
Teniendo en cuenca la excelente accesibilidad de la comarca, este marcado proceso de despoblación rural puede ser considerado como un caso poco frecuente en España.

## Patrimonio histórico
La Valdivia conserva un importante patrimonio histórico, especialmente un conjunto de monumentos románicos, donde destacan:
- Monasterio de Santa María la Real, en las afueras de Aguilar de Campoo, un antiguo cenobio Premonstratense que ahora acoge la sede de una fundación, el Centro de Estudios del Románico y el Museo del Territorio y del Románico.
- Monasterio de Santa María de Mave.
- Capilla de Santa Eulalia en Barrio de Santa María.
- Iglesia rupestre de Olleros de Pisuerga.
- Iglesia de Santa María la Real en Cillamayor.
- Iglesia de Santa Marina en Villanueva de la Torre.

También merece referencia la Antigua Colegiata de San Miguel Arcángel, gótica, en Aguilar de Campoo.
La construcción del embalse de Aguilar, en 1973, dio lugar a un extenso pantano, también utilizado para actividades recreativas (playas, deportes náuticos).